# 오카와촌
오카와촌(일본어: 大川村)은 일본 고치현 도사군의 촌이다.
고치현 최북단에 위치하고 북측은 에히메현과 접한다. 사메우라댐의 완공으로 촌사무소를 포함해 마을 대부분이 수몰된 것으로 유명하다. 한때 약 4천 명이었던 인구는 구리 광산의 폐쇄, 댐 완공에 의한 취락의 수몰 등으로 약 500명까지 떨어졌다. 2005년 11월 27일에는 일본의 도서 지역 이외 시정촌 중에서 가장 인구가 적은 촌이 되었다.

## 인접한 자치체
- 고치현
  - 아가와군 이노정
  - 도사군 도사정

- 에히메현
  - 니이하마시
  - 시코쿠추오시

## 자매 도시
- 일본 이시카와현 하쿠산시